# ANFO

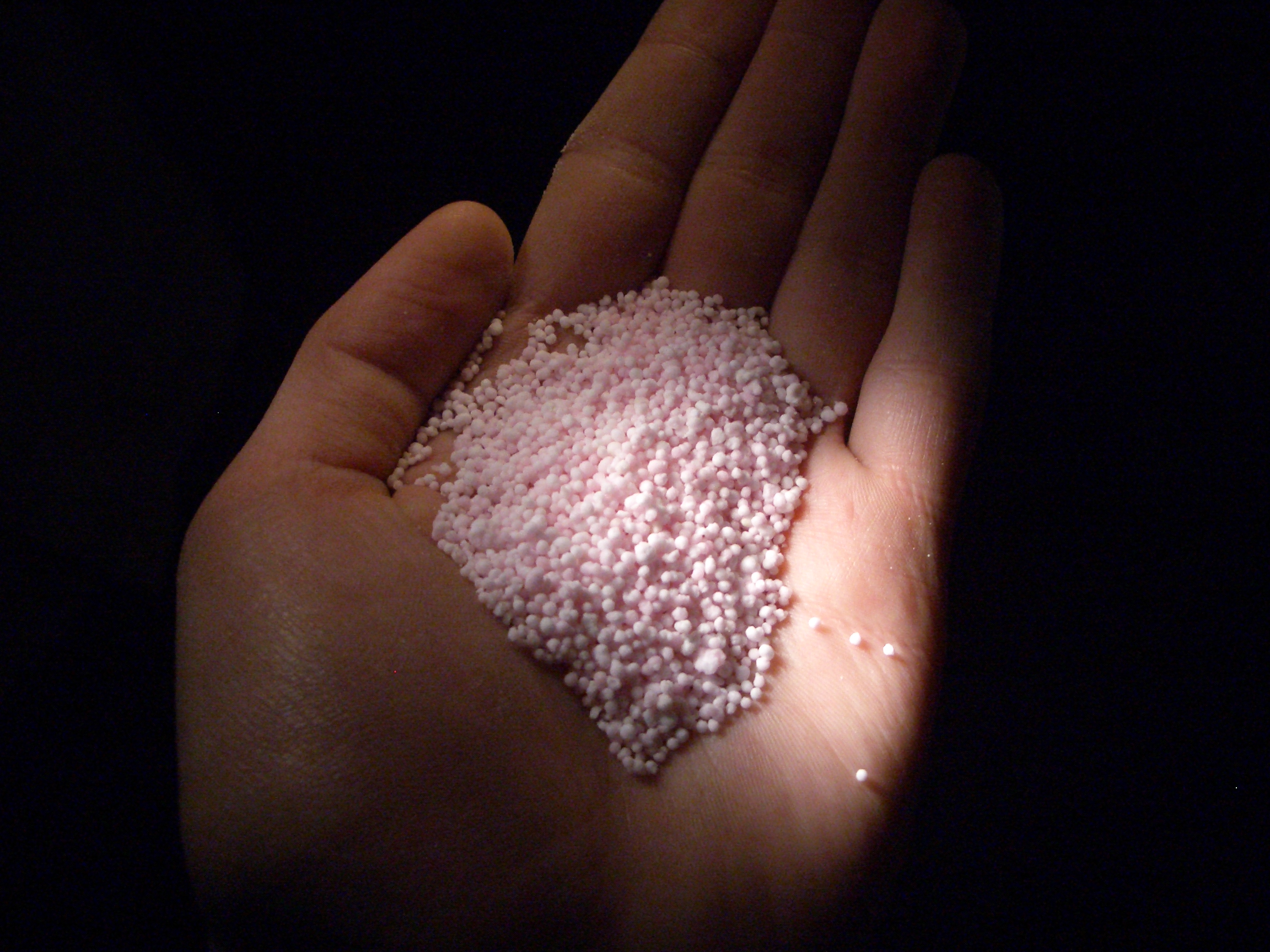
Amoni nitrat mồi được sử dụng trong ANFO tại một mỏ kali.

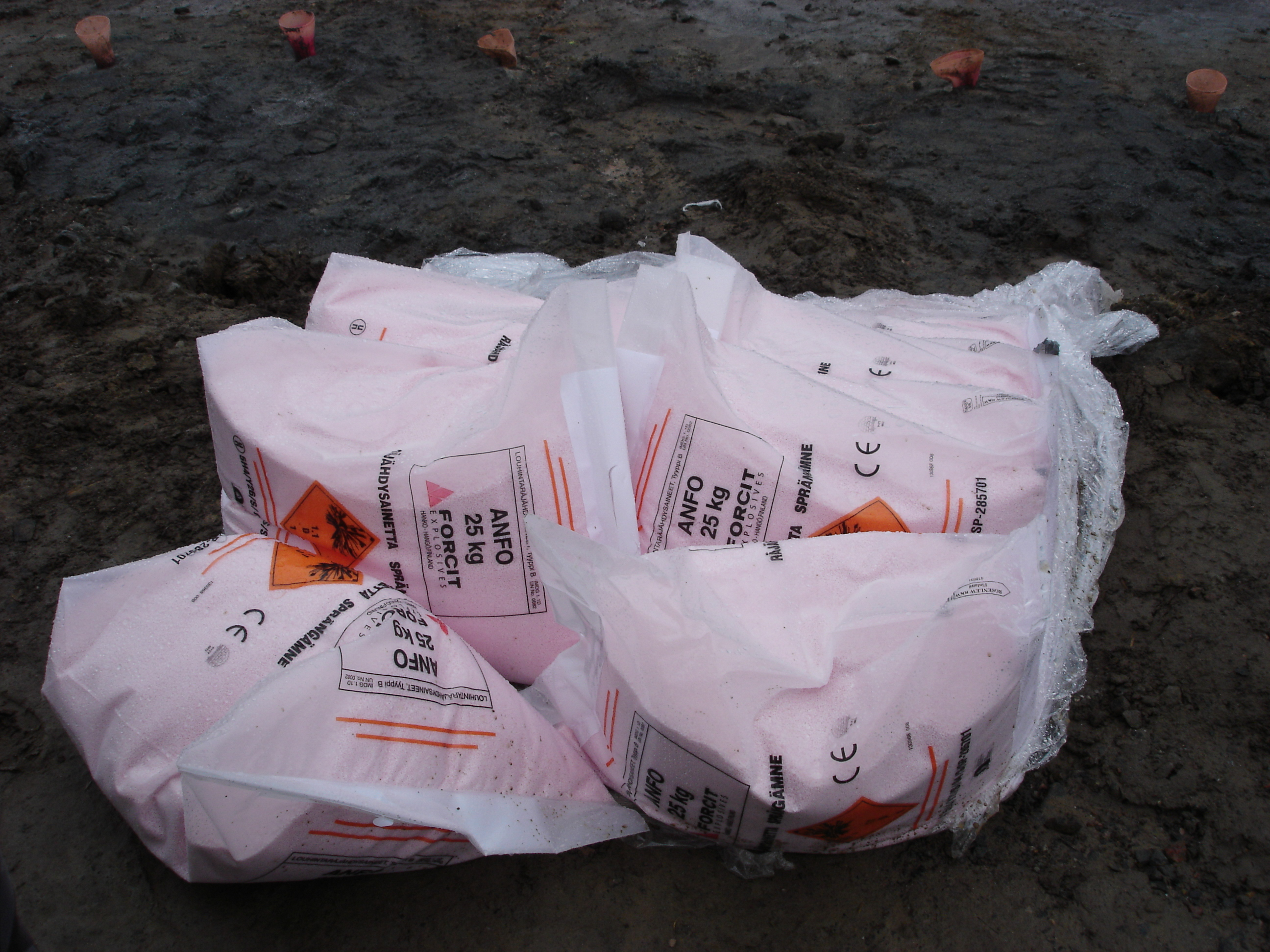
25 kg bao tải chứa ANFO

ANFO (hoặc AN/FO, đối với amoni nitrat/dầu nhiên liệu) là một loại thuốc nổ công nghiệp số lượng lớn được sử dụng rộng rãi. Tên của nó thường được phát âm là "ANN-foe". Nó bao gồm 94% amoni nitrat mồi xốp (NH4NO3) (AN), hoạt động như chất oxy hóa và chất hấp thụ cho nhiên liệu, và 6% dầu nhiên liệu số 2 (FO). Việc sử dụng ANFO bắt nguồn từ những năm 1950.
ANFO ước tính chiếm 90% trong số 2,7 triệu tấn 2,7 triệu tấn (6 tỷ pound) chất nổ được sử dụng hàng năm ở Bắc Mỹ. Nó được sử dụng rộng rãi trong khai thác than, khai thác đá, khai thác kim loại và xây dựng dân dụng trong các ứng dụng mà chi phí thấp và dễ sử dụng có thể vượt trội hơn lợi ích của các chất nổ khác, chẳng hạn như khả năng chống nước, cân bằng oxy, tốc độ nổ cao hơn hoặc hiệu suất trong các cột có đường kính nhỏ. ANFO cũng được sử dụng rộng rãi trong việc giảm thiểu nguy cơ tuyết lở.

## Chế Tạo
Chộn Amoni nitrat với dầu nhiên liệu (FO) với tỉ lệ lần lượt 93:7.

## Thành phần
Nếu quy trình được làm từ NaCl tinh khiết thì thành phần của anolit có chứa các ion: Na+, Cl-, ClO-,...
Trong trường hợp lẫn tạp chất hay thay đổi quy trình có thể bổ sung thêm một số ion khác.

## Đặc điểm
Dung dịch anolit mang tính acid, có tính sát khuẩn cao thường được dùng để sát khuẩn nên còn có tên là "nước chết".
Anolit có chứa thành phần NaClO, là chất oxy hóa mạnh được liệt kê vào nhóm chất rất nguy hại khi tiếp xúc với da hoặc hấp thu qua đường tiêu hóa. Vì vậy, chỉ nên sử dụng anolit với nồng độ nhỏ để sát trùng ngoài da thông thường, không nên uống, bởi vì khi đưa vào cơ thể NaClO có thể phá hủy cấu trúc hệ vi sinh vật đường ruột và làm tổn thương các tế bào niêm mạc thành ruột và dạ dày, khiến hiệu quả miễn dịch giảm đi và gây bội nhiễm thứ cấp, để lại di chứng cho người sử dụng.

## Ứng dụng

### Trong y tế
Trong y tế, dung dịch anolit được sử dụng rộng rãi để sát khuẩn, tiệt trùng các dụng cụ, buồng bệnh, phòng mổ, máy móc, vật dụng hàng ngày, da và niêm mạc,… cũng như điều trị vết thương sinh mủ. Bên cạnh đó, anolit thường được sử dụng để súc miệng, tắm, vệ sinh vết thương,... nhằm phòng và trị một số bệnh, những tổn thương ở da, niêm mạc, những bệnh về răng, lợi.
Dung dịch anolit có thể tiêu diệt hoàn toàn vi khuẩn gram dương, gram âm, trực khuẩn lao, vi khuẩn có nha bào và nấm chỉ sau từ 1 đến 10 phút; tiêu diệt các vi khuẩn Coliform, Feacal Coliform, E. coli với nồng độ khác nhau.

### Trong chăn nuôi-thú y
Trong thú y, sử dụng anolit có tác dụng tiêu diệt vi khuẩn gây hại mà không phải tăng thêm liều lượng/nồng độ khi sử dụng nhiều lần như nhiều loại thuốc sát trùng khác; phòng bệnh và giảm thiểu hiện tượng gây bệnh cho đối tượng nuôi; hạn chế sử dụng các hoá chất và thuốc kháng sinh trong chăn nuôi.
Anolit được dùng để khử trùng nước uống trong chăn nuôi (pha 5-6 lit anolit/m³ nước cấp cho toàn trại để bảo đảm vô khuẩn); khử trùng chuồng nuôi (phun khử trùng không gian chuồng nuôi định kỳ 2 lần/tuần hoặc sau khi xuất bán vật nuôi và trước khi nhập đàn mới), bằng phương pháp phun sương đều anolit vào không gian chuồng nuôi.
Ưu điểm nổi trội của các dung dịch hoạt hóa là giá thành rẻ và thân thiện với môi trường.
Anolit cũng được nghiên cứu trong nuôi trồng thủy sản; trong giết mổ và chăn nuôi gia cầm.